# Luigi Salvatorelli
Luigi Salvatorelli (Marsciano, 11 mars 1886 - Rome, 3 novembre 1974) est un historien et journaliste italien.
Issu du monde universitaire et de conviction sociale-démocrate, Salvatorelli s'engage durant les années 1920 dans le journalisme et devient un antifasciste actif. Après-guerre, il a un rôle politique comme membre de la Consulta Nazionale et œuvre pour la démocratisation de l'Italie.

## Biographie
Après avoir été entre 1918 et 1921 enseignant en histoire du christianisme à l'université de Naples, Luigi Salvatorelli se fixe à Turin, où il devient codirecteur du journal La Stampa, contribuant activement à en raffermir la ligne antifasciste, jusqu'au revirement éditorial imposé par le régime fasciste en 1925 à la suite de l'assassinat de Giacomo Matteotti et des événements qui s'ensuivent.
Salvatorelli est membre de l'Unione Nazionale de Giovanni Amendola, et est en 1942 l'un des fondateurs du Parti d'action. Dans l'immédiat après-guerre, il fait partie de la Consulta Nazionale, assemblée législative provisoire instituée à la libération, et dirige à Rome l'hebdomadaire politique et culturel La Nuova Europa, qui paraît entre 1944 et 1946.
Il appartient à ce groupe d'intellectuels qui, à Turin, réussit de façon significative à imposer sur les plans culturel et politique une vigoureuse orientation démocratique et antifasciste. Dans les années suivantes, il se voue à l'étude de l'histoire du christianisme mais aussi, et surtout, de la pensée politique italienne et européenne, sujets auxquels il consacre plusieurs ouvrages. En 1949, il vient de nouveau à collaborer à La Stampa, en tant qu'éditorialiste, pour de nombreuses années.

## Fondation Salvatorelli
Le 11 mai 2002 est créée à Marsciano, avec la collaboration de plusieurs institutions, une fondation portant le nom de Salvatorelli, laquelle œuvre à revaloriser sa pensée et octroie des Bourses d'études à de jeunes universitaires désireux de se consacrer à des sujets d'histoire. Le premier congrès de la fondation, qui se déroula en novembre 2004 à l'occasion du trentenaire de la mort de Salvatorelli, avait pour thème la figure de celui-ci. Les actes de ce congrès, publiés chez l'éditeur Aragno de Turin en 2008, comprennent par ailleurs une très abondante bibliographie de l'historien et du journaliste. La Fondation organise des congrès à un rythme biennal, et décerne un Prix de l'Histoire.

## Ouvrages de Luigi Salvatorelli
- Nazionalfascismo (1923)
- Vita di San Francesco d'Assisi (1926)
- San Benedetto e l'Italia del suo tempo (1929)
- Il pensiero politico italiano dal 1700 al 1870 (1935)
- Sommario della storia d'Italia dai tempi preistorici ai nostri giorni (1938)
- Vent'anni fra due guerre, Edizioni Italiane, 1941
- Pensiero e azione del Risorgimento, Einaudi, 1943
- Leggenda e realtà di Napoleone (1945)
- Luigi Salvatorelli, Giovanni Mira, Storia d'Italia nel periodo fascista, Einaudi, 1956
- Storia del Novecento, Arnoldo Mondadori Editore, 1957
- Miti e Storia, Einaudi, 1964